# Fermi tutti... arrivo io!
Pour plus de détails, voir Fiche technique et Distribution.
Fermi tutti... arrivo io! est un film italien réalisé par Sergio Grieco, sorti en 1953.

## Fiche technique
- Titre : Fermi tutti... arrivo io!
- Réalisation : Sergio Grieco
- Assistant-réalisateur : Fabio De Agostini
- Scénario : Carlo Veo, Ettore Scola, Ruggero Maccari, Mario Amendola
- Photographie : Gábor Pogány
- Montage : Antonietta Zita
- Musique : T. Salesi
- Décors : Franco Lolli
- Costumes : Adriana Berselli
- Son :
- Producteur : Umberto Momi, Carlo Caiano
- Sociétés de production : Gladio Film, Api Film
- Pays d'origine :  Italie
- Langage : Italien
- Format : Noir et blanc — 35 mm — Son : Mono
- Genre : Comédie
- Durée : 95 minutes
- Dates de sortie :
  - Italie : 4 septembre 1953

## Distribution
- Charles Fawcett: Mr. Brown
- Tino Scotti : Andreanovic/Zanzara
- Carlo Romano : Commissario Benni
- Nerio Bernardi : Tullio Vallera
- Giovanna Ralli : Rina
- Peter Trent (it) : Roberto Astorri
- Franca Marzi : Carmen
- Alessandro Fersen (it) : Cesare Rovelli
- Achille Togliani : sé stesso
- Katyna Ranieri : Dory Martin
- Beniamino Maggio (it) : le gardien du garage
- Galeazzo Benti : le journaliste
- Mara Berni : la femme de chambre
- Alberto Sorrentino : le photographe
- Francine Brandt : Vedova
- Guglielmo Inglese : le propriétaire de l'hôtel Santiago
- Maria Zanoli : Signora con cagnioli
- Carlo Delle Piane: Pippo